# スティーヴン・マクト
スティーヴン・マクト（Stephen Robert Macht、1942年5月1日 - ）は、アメリカ合衆国の俳優。

## 来歴
フィラデルフィア出身、ブルックリン、コネチカット州で育つ。ユダヤ系アメリカ人。
ダートマス大学卒業後、タフツ大学で演劇修士、インディアナ大学で劇文学博士号を取得、ニューヨーク市立大学クイーンズ校で教鞭を取る傍ら、演劇活動を始める。主にテレビドラマ・テレビ映画への出演が多い。
息子のガブリエル・マクトも俳優で、テレビドラマ『SUITS/スーツ』第3・4シーズンで共演している。

## 主な出演作品

### 映画
- スーパーコップス The Super Cops (1974) クレジットなし
- 特攻サンダーボルト作戦 Raid on Entebbe (1976) テレビ映画
- クワイヤボーイズ The Choirboys (1977)
- 熱情のリング/ジョー・ルイスの死闘 Ring of Passion (1978) テレビ映画
- サンゴ礁の美女救出作戦!!シャーク・ハンター Hunters of the Reef (1978) テレビ映画
- 吸血こうもり/ナイトウィング Nightwing (1979)
- ワイオミング The Mountain Men (1980)
- ギャラクシーナ Galaxina (1980)
- 原爆投下機 B-29 エノラ・ゲイ ―一九四五・八・六・ヒロシマ―（英語版） Enola Gay: The Men, the Mission, the Atomic Bomb (1980) テレビ映画
- キルジョイ Killjoy (1981) テレビ映画
- ミス・マープル/カリブ海の秘密 A Caribbean Mystery (1983) テレビ映画
- サムソンとデリラ/愛と裏切りの伝説 Samson and Delilah (1984) テレビ映画
- 墜落!ポトマック河の惨劇 Flight 90: Disaster on the Potomac (1984) テレビ映画
- 最後の冬 The Last Winter (1984)
- ドラキュリアン The Monster Squad (1987)
- 新・暗くなるまで待って/意外な目撃者 Blind Witness (1989) テレビ映画
- スティーヴン・キングの地下室の悪夢 Graveyard Shift (1990)
- 真夜中の記憶 Memories of Midnight (1991) テレビ映画
- アミティヴィル1992 Amityville: It's About Time (1992) ビデオ映画
- トランサーズ2360 Trancers III (1992) ビデオ映画
- タイム刑事（でか） Trancers 4: Jack of Swords (1991) ビデオ映画
- あぶないタイム刑事（でか） Trancers 5: Sudden Deth (1994) ビデオ映画
- ガルガメス Galgameth (1996)
- D.N.A. IV D.N.A. IV (1998)
- アトランティック・プロジェクト Final Voyage (1999)
- エージェント・レッド Agent Red (2000)
- リーサル・エージェント Outside the Law (2002)
- DC911 DC 9/11: Time of Crisis (2003) テレビ映画
- The Legend of Bloody Mary (2008)
- Atlas Shrugged II: The Strike (2012)

### テレビドラマ
- 刑事コジャック Kojak (1976)
- Knots Landing (1982)
- ジョージ・ワシントン George Washington (1984) ミニシリーズ
- ヒルストリート・ブルース Hill Street Blues (1985)
- 女刑事キャグニー&レイシー Cagney & Lacey (1985-1988)
- ジェシカおばさんの事件簿 Murder, She Wrote (1985-1996)
- スタートレック:ディープ・スペース・ナイン Star Trek: Deep Space Nine (1993)
- ワン・ライフ・トゥ・リヴ One Life to Live (1996)
- メルローズ・プレイス Melrose Place (1996-1997)
- ターザン・リターンズ Tarzan: The Epic Adventures (1997)
- スライダーズ Sliders (1998-1999)
- ザ・プラクティス ボストン弁護士ファイル The Practice (1999)
- ジャック & ジル Jack & Jill (2000-2001)
- ボストン・パブリック Boston Public (2003)
- ジェネラル・ホスピタル General Hospital (2007-2009)
- ファム・ファタール Femme Fatales (2011-2012)
- SUITS/スーツ Suits (2014-2017)